# كاتي (سلسلة كتب)
هي سلسة روايات سويدية من تأليف استريد ليندغرين. تروي قصة كاتي التي تسافر أولًا إلى أمريكا، ثم إيطاليا، وباريس. ترجمت إلى العديد من اللغات منها الإنجليزية، والألمانية، والإسبانية، والفرنسية، والروسية.

## الشخصيات

### كاتي
تبلغ من العمر21 عامًا، تعمل كاتبة في مكتب في ستوكهولم. فقدت والديها عندما كانت صغيرة. بعدها انتقلت للعيش مع عمتها ويلهيلمينا.

### إيفا
هي صديقة كاتي المفضلة. في سن العشرين انتقلت من آمال إلى ستوكهولم، تعمل مع كاتي في المكتب. سافرت مع كاتي في 22من عمرها إلى إيطاليا، وباريس. إيفا شقراء، وثرثارة جدًا، وسريعة البديهة. تقع في الحب بسهولة لكنها تفقد الاهتمام بسرعة.

### العمة ويلهيلمينا
كبرت كاتي مع خالتها، لكن لديها علاقة متناقضة للغاية معها، تحبها من ناحية، وتريد أن تستقل عنها من ناحية أخرى. تبقى العمة ويلهيلمينا التي تقول لها كاتي عمة، تعتقد أن كاتي هي الطفلة الصغيرة العزيزة التي لا حول ولا قوة لها والتي جاءت إليها بعد وفاة والديها، لذلك ترتب كل شيء لكاتي بالرغم من كبرها. عمة كاتي محافظة قليلاً، ومتدينة للغاية. تبدو صارمة للغاية بداية، لكنها لطيفة جدًا. لذلك تحفظ وعدها الذي أعطته لوالدة كاتي على فراش الموت، برعاية ابنتها جيدًا. وعندما تعلم أن كاتي تريد الذهاب إلى أمريكا، تقرر الذهاب معها لحمايتها. تبقى ويلهيلمينا في وقت لاحق في أمريكا للزواج من آندرو. وتبقى على اتصال بكاتي ودعمها حتى من أمريكا، مثل مساهماتها بالمال من أجل رحلة كاتي إلى إيطاليا.

### جان
وهو مهندس معماري واعد وشاب، لا يملك الكثير من المال. بدأ مواعدة كاتي عندما كانت في التاسعة عشرة من عمرها، بعدها أخبر كاتي برحلاته إلى أمريكا، ولهذا السبب أرادت كاتي الذهاب إلى هناك. بينما جان يحب كاتي، فهي غير متأكدة من مشاعرها تجاهه.

### لينارت سوندمان
نشأ في السويد، بالقرب من بحيرة كامهولمسفورد. انتقل بعدها إلى الساحل الغربي مع والديه. يحب الحيوانات كثيرًا لكونه طفلًا وحيدًا. توفي والده عندما كان صغيرًا جدًا. أصبح فيما بعد محاميًا وانتقل إلى ستوكهولم. التقى بكاتي في إيطاليا ووقع في حبها. لينارت داكن جدًا وله بشرة جنوبية بنية، وهو ذكي، وهادئ، وصادق، وحنون. يضحك كثيرًا لكن في الوقت نفسه لديه صفات حزينة وشبيهة بالطفولة.

### بيتر بيوكمان
نشأ في السويد مع والديه. أحب والده امرأة واحدة فقط وهي أم بيتر. ومع ذلك فقد خدعته باستمرار. وعندما ماتت حزن والده حتى الموت. لا يريد بيتر أن يختبر الشيء نفسه ويقرر عدم الالتزام بأي امرأة. يتغير هذا عند لقائه بإيفا. بيتر رجل أعمال ثري، ويبيع المطابع، وطويل، ويرقص جيدًا.

### آندرو
صديق الطفولة القديم للعمة ويلهيلمينا. التقى الاثنان مرة أخرى في أمريكا، قررت العمة البقاء في أمريكا عندما طلب منها آندرو الزواج.

## القصة
القصة مسرحيات أمريكية في عام 1995. حين الفصل العنصري لا يزال قائمًا. وصف هذا أيضًا في رواية ليندغرين كاتي في أمريكا. كاتي في أمريكا أكبر بسنة من كاتي في إيطاليا. بعد سبعة أشهر من أحداث إيطاليا، تبدأ  كاتي في باريس.

### كاتي في أمريكا
يخبرها صديقها جان عن رحلته إلى الولايات المتحدة. تتحمس كاتي لذلك وترغب بالذهاب إلى هناك أيضًا. تخبر عمتها بذلك. فتقرر ويلهلمينا الانضمام إلى كاتي لأنها لا تريدها أن تسافر بمفردها.
تلتقي كاتي في نيويورك بالسيد بيتس الذي فقد طباخه وخادمته. يحتاج إلى شخص ليطبخ لضيوفه الإثني عشر في المساء. تساعده ويلهلمينا في الخارج. من خلال ابنة السيد بيتس ماريون تلتقي كاتي بوب، الذي تسافر معه عبر أمريكا.
عندما رأت كاتي معاملة السود في أمريكا، صدمت. يجلسون في أماكن منظمة في الحافلات، يعيشون في مناطق فقيرة ولديهم وصول أقل إلى العمل والتعليم. ممنوعون بالدخول إلى المطاعم والحفلات المخصصة للبيض وما إلى ذلك. يخبر سائق كاتي أن «الزنجي الجيد هو فقط الذي على بعد نصف قدم تحت الأرض». يعتقد بعض أصدقائها الجدد أن العرق الأبيض يحتاج إلى الحفاظ على سيادته. من ناحية أخرى، لا يريدون مصافحة شخص أسود. تحاول كاتي دعم السود، لكنها تواجه صعوبة كبيرة.
تنفصل طرق بوب وكاتي بعد مقابلة عائلته. وبينما ويلهلمينا سعيدة برحيل بوب، تفتقده كاتي في البداية. لكنها تستمتع لاحقًا بالرحلات إلى نهر الميسيسيبي ونيو أورلينز. وهناك تقابل المرشد هاموند الذي تستمتع معه بأمسية جميلة.
تلتقي كاتي وعمتها في شيكاغو بعمها إيلوف الذي هاجر إلى أمريكا في سن 22. يدعوهم إلى بيته وهناك تلتقي ويلهليمنا بصديق الطفولة القديم أندرو. يقعان في الحب ويريدان الزواج. فتبقى ويلهلمينا في أمريكا. تلتقي كاتي في نيويورك ببوب قبل أن تتجه إلى السويد حيث ينتظرها جان في مطار السويد.

### كاتي في إيطاليا
يريد جان الزواج من كاتي، ومع ذلك تكون لديها شكوك. يزعجها بأن جان دائمًا يحاول جعلها شخصًا مختلفًا. إذا كانت مضحكة، يجدها سخيفة. لكن في الوقت نفسه لا يسمح لها أن تكون جادة. تطلب من جان أن يمنحها سنة لتقرر ما إذا كانت تريد الزواج منه أم لا. وعندما يوافق جان، تسأل مباشرة صديقتها إيفا للعيش معها.
عندما تفوز كاتي وإيفا بـ 3000 كرونز. تقررًا الذهاب إلى إيطاليا. لا يحب جان الأمر لأنه لا يريد خسارة كاتي لرجل إيطالي. ومع ذلك تخطط  كاتي وإيفا للمغادرة بأي شكل من الأشكال. يواجهون العديد من المغامرات في إيطاليا. تلتقي كاتي في البندقية مع لينارت سوندمان من ستوكهولم. تُفتن بوسامة الرجل الوسيم ذي المظهر الجنوبي. يتنزه الاثنان بالجندول، ومع ذلك يفقدان بعضهما البعض في الحشد ولا يتمكنان من إيجاد بعضهما مرة أخرى.